# Gare de Knockholt
La gare de Knockholt (en anglais : Knockholt railway station), est une gare ferroviaire de la Ligne principale du Sud-Est (en), en zone 6 Travelcard. Elle  est située sur l'Old London Road à Chelsfield, sur le territoire du  borough londonien de Bromley, dans le Grand Londres.
C'est une gare Network Rail desservie par des trains Southeastern de National Rail.